# Gare de Hohenschöpping
La gare de Hohenschöpping est une ancienne gare ferroviaire à Velten, dans le land de Brandebourg, à 2,4 km au sud de la gare de la ville.

## Histoire
La ligne de Berlin-Schönholz à Kremmen ouverte en 1893 à ce point conduit à travers des zones inhabitées. Seule la maison forestièrede Hohenschöpping, construite en 1840, est à proximité, mais le village éponyme est à plusieurs kilomètres. En 1927, la ligne est étendue à deux voies et électrifiée en tant que ligne du S-Bahn.
Le 13 avril 1938, la gare ouvre dans le cadre du développement d'usines d'armement. La construction est financée par Ikaria-Werke, qui produit ici depuis 1936, Veltener Maschinen AG (VEMAG) et la Flagzeugamt Velten. Le nom initialement prévu de la station est Velten-Süd. Les rails sont séparés et une simple plate-forme découverte est construite entre les deux. L'accès se fait par un pont en bois à l'extrémité nord de la plate-forme. Quelques semaines plus tard, les trains circulent toutes les dix minutes aux heures de pointe. Au milieu de 1943, le camp de concentration de Velten est construit directement à la gare de la S-Bahn pour accueillir les travailleurs forcés.
À la fin de la Seconde Guerre mondiale, la gare est séparée du réseau principal avec la disparition du pont sur la Havel près de Hennigsdorf. Elle rouvre en juillet 1946. Étant donné que la deuxième voie fut démantelée par les puissances occupantes soviétiques en tant que service de réparation, le pont en bois traversant la voie devient superflu et est démonté.
Le nombre de passagers au point d'arrêt est maintenant si faible que le S-Bahn traverse la gare sans arrêt à partir de décembre 1946 pour économiser le courant de traction pour le redémarrage. L'arrêt n'est à nouveau opéré qu'à partir de 1950.
La construction du mur de Berlin en 1961 interrompt la voie entre Berlin-Heiligensee et Hennigsdorf. La Deutsche Reichsbahn continue d'exploiter le S-Bahn entre Velten et Hennigsdorf en tant qu'îlot électrique. En 1983, les rails d'alimentation sont démontés et la ligne en tant que train longue distance avec ligne aérienne et fonctionnement en courant alternatif est de nouveau électrifiée. Les trains continuent à faire la navette entre Velten et Hennigsdorf.
La demande reste extrêmement faible. En 1998, le point d'arrêt est fermé. La ligne aérienne est supprimée après que seuls les trains à moteur diesel passaient l'ancienne plate-forme.